# Гудак Володимир Васильович
Гудак Володимир Васильович (нар. 16 листопада 1982, м. Тернопіль, Україна) — український підприємець, фахівець із нерухомості, кандидат економічних наук, засновник та директор агенції нерухомості «ВІСОН». Сертифікований член АФНУ, NAR та MLS Ternopil.

Володимир Гудак, директор АН ВІСОН, 2025 рік

## Освіта та наукова діяльність
У 2004 році закінчив Тернопільський національний економічний університет з дипломом магістра з обліку й аудиту (відзнака).
У 2014 році захистив кандидатську дисертацію на тему організаційно-економічного механізму забезпечення дохідності сільськогосподарських підприємств, здобувши науковий ступінь кандидата економічних наук.  
Автор і співавтор наукових праць, зокрема:
- Пархомець М. К., Гудак В. В. Організаційно‑економічний механізм забезпечення дохідності сільськогосподарських підприємств: теорія, методика, практика. Тернопіль: ТНЕУ, 2014. — 256 с.[3]

### Наукові праці
- Пархомець М. К., Гудак В. В.Організаційно‑економічний механізм забезпечення дохідності сільськогосподарських підприємств: теорія, методика, практика. Тернопіль: ТНЕУ, 2014. — 256 с.[3]
- Згадка про монографію також фігурує у науковій публікації Scientific Trends: Modern Challenges (включена до бібліографії монографій 2014 року).[4]

Логотип агенції нерухомості "ВІСОН"

## Кар’єра
У 2016 році заснував агенцію нерухомості «ВІСОН» у Тернополі. Компанія надає повний спектр послуг з купівлі, продажу, оренди та юридичного супроводу об'єктів житлової й комерційної нерухомості.
Назва «ВІСОН» має особливе значення — це абревіатура, утворена від імен членів сім’ї Гудака: Володимир, Ірина, Соломія, Остап, Назар. Таким чином, компанія символізує сімейні цінності, довіру та надійність, які лягли в основу її діяльності.
Основні напрями діяльності агенції:
- купівля-продаж житлової та комерційної нерухомості;
- оренда об’єктів;
- юридичний супровід угод;
- консалтинг з питань інвестицій;
- супровід у межах програм державного кредитування, зокрема «єОселя».[5]

Під керівництвом Гудака В.В. команда:
- стала членом АФНУ (Асоціація фахівців з нерухомості України);
- долучилася до створення MLS Ternopil — регіональної системи обміну об'єктами;[6]
- пройшла реєстрацію бренду «ВІСОН» у 2023 році;
- активно бере участь в освітніх програмах та фахових конференціях;
- здобула численні професійні нагороди та стала впізнаваною у сфері нерухомості Тернопільщини.

Колектив агенції нерухомості "ВІСОН"

## Нагороди та визнання
Агенція «ВІСОН» регулярно відзначалася престижними нагородами:
- Перемогу в конкурсі «Народний бренд» у категорії «Агенція нерухомості» (2016–2019);[7]

- Сертифікат DOM.RIA «Перевірене агентство» — 2016, 2017, 2018, 2019, 2023;[5]
- Silver Partner порталу Rieltor.ua — 2024;[8]
- Знак якості (2020);
- Визнання журналом CITY LIFE та потрапляння до списку 20 найкращих компаній Тернополя (2020).[9]

Нагороди агенції нерухомості "ВІСОН"

## Конференції та професійна активність
Володимир Гудак і команда «ВІСОН» брали участь у низці галузевих заходів, зокрема:
- 7–8 конференції DOM.RIA (Київ, 2016–2017),
- Форум «РІЕЛТ-ФЕСТ» (Львів, 2017),
- Realty Summit (Одеса, 2018),
- XXVI Міжнародна конференція АФНУ (Львів, 2023, 2025),
- круглі столи з участю банків, адвокатів та державних органів,
- події з іпотечного кредитування в межах державної програми «єОселя».[10]

### Професійне навчання
Гудак В.В. постійно підвищує кваліфікацію, зокрема:
- майстер-класи від Артура Оганесяна, Ірини Гуменної, Віктора Бражнікова;
- тренінги з переговорів, продажів первинної нерухомості, роботи із соцмережами;
- сертифікаційне навчання для рієлторів у Тернополі (2024);
- онлайн-курси від АФНУ та NAR (зокрема SRS).

Дипломи агенції нерухомості "ВІСОН"

### Спільноти та ініціативи
- Участь у Раді АФНУ, підписання меморандуму з ТОВ «Добробуд».
- Зустрічі з представниками ГУ ДПС, Пенсійного фонду, адвокатськими спільнотами.
- Реєстрація торгової марки «ВІСОН» — 16 листопада 2023 року.

## Особисте життя
Володимир Гудак одружений, разом із дружиною виховують трьох дітей.
- Старший син — Остап,
- Молодший син — Назар,
- Донька — Соломія.

В інтерв’ю неодноразово зазначав, що сім’я для нього — це джерело підтримки, внутрішньої сили й натхнення у роботі. Саме любов до близьких мотивувала його створити компанію з людяним підходом до клієнта.
Хобі та захоплення:
- Бджільництво
- Риболовля

Значення сім’ї у професійній діяльності
Часто підкреслює, що саме сім’я є його головною опорою та джерелом натхнення в роботі.
Назву компанії «ВІСОН» обрав, щоб увічнити значення родини у власній справі, підкреслити довіру та теплоту у відносинах з клієнтами.

## Медіа та публічна діяльність
- Інтерв’ю на телеканалі TV‑4 (2024);[11]

- Участь у проєкті ТРВ АФНУ щодо інструментів продажу (2024),
- Активна присутність у професійних колах і ЗМІ Тернопільщини.